# Pyropelta
Pyropelta is een geslacht van weekdieren uit de klasse van de Gastropoda (slakken).

## Soorten
- Pyropelta bohlei L. Beck, 1996
- Pyropelta corymba McLean & Haszprunar, 1987
- Pyropelta elongata S.Q. Zhang, S.P. Zhang, 2017
- Pyropelta musaica McLean & Haszprunar, 1987
- Pyropelta oluae Warén & Bouchet, 2009
- Pyropelta ryukyuensis Sasaki, Okutani & Fujikura, 2008
- Pyropelta sibuetae Warén & Bouchet, 2009
- Pyropelta wakefieldi McLean, 1992
- Pyropelta yamato Sasaki, Okutani & Fujikura, 2003